# Saint-Mars-d’Égrenne
Saint-Mars-d’Égrenne ist eine französische Gemeinde mit 640 Einwohnern (Stand 1. Januar 2022) im Département Orne in der Region Normandie (vor 2016 Basse-Normandie). Sie gehört zum Arrondissement Alençon und ist Teil des Kantons Bagnoles-de-l’Orne Normandie (bis 2015 Passais). Die Einwohner werden Médardais genannt.

## Geographie
Saint-Mars-d’Égrenne liegt etwa 58 Kilometer westnordwestlich von Alençon. Die Gemeinde gehört zum Regionalen Naturpark Normandie-Maine. Umgeben wird Saint-Mars-d’Égrenne von den Nachbargemeinden Saint-Georges-de-Rouelley und Saint-Roch-sur-Égrenne im Norden, Saint-Gilles-des-Marais im Norden und Nordosten, Domfront en Poiraie im Nordosten, Torchamp im Osten, Saint-Fraimbault im Süden und Südosten, Passais Villages im Süden, Mantilly im Südwesten sowie Saint-Cyr-du-Bailleul im Westen und Nordwesten.

## Bevölkerungsentwicklung
| Jahr                      | 1962 | 1968 | 1975 | 1982 | 1990 | 1999 | 2006 | 2011 | 2016 |
| Einwohner                 | 965  | 866  | 762  | 816  | 769  | 697  | 717  | 683  | 678  |
| Quelle: Cassini und INSEE |      |      |      |      |      |      |      |      |      |

## Sehenswürdigkeiten
- Kirche Saint-Médard aus dem 19. Jahrhundert

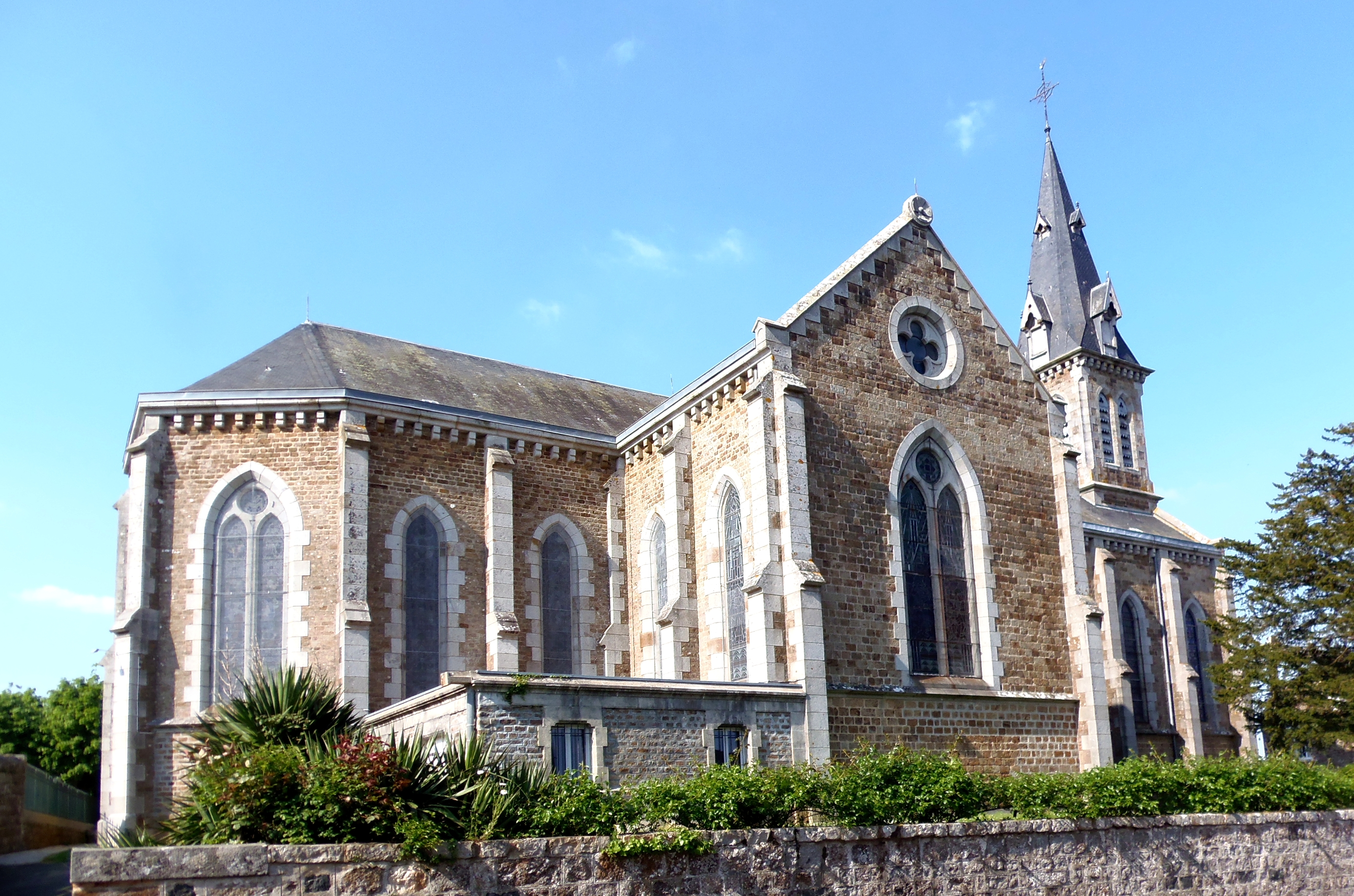
Kirche Saint-Médard

- Kapelle Sainte-Marie-Madeleine